# Alter jüdischer Friedhof (Hochstätten)

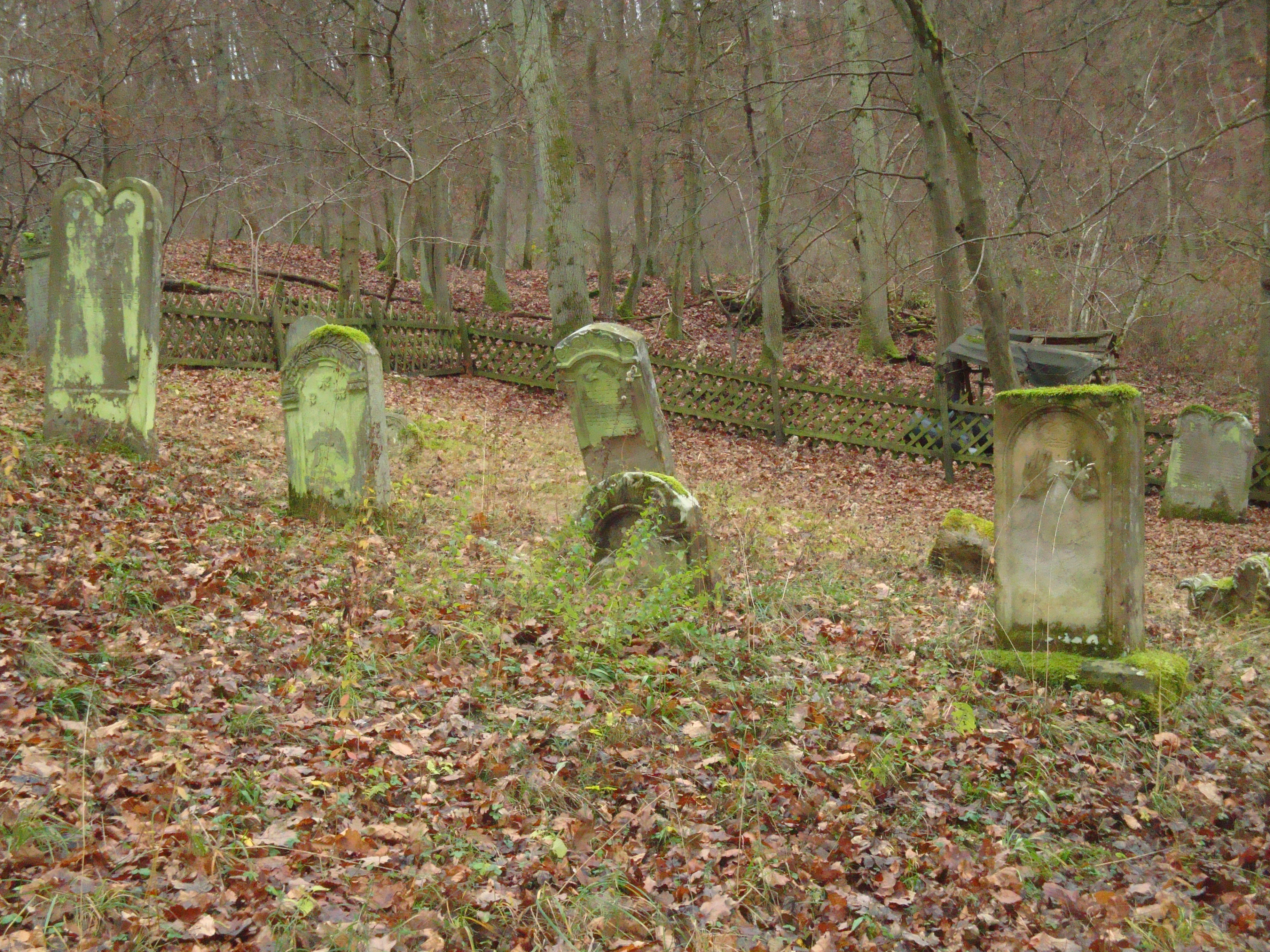
Alter jüdischer Friedhof in Hochstätten

Der Alte jüdische Friedhof in Hochstätten, einer Ortsgemeinde im Landkreis Bad Kreuznach in Rheinland-Pfalz, wurde Anfang des 19. Jahrhunderts angelegt. Der jüdische Friedhof liegt westlich des Ortes im Wald in der Gemarkung Am Judenkirchhof. Er ist ein geschütztes Kulturdenkmal.
Der Friedhof wurde im 19. Jahrhundert mehrmals erweitert. Er war um 1900 voll belegt, weshalb 1912 der Neue jüdische Friedhof angelegt wurde.
Auf dem 740 m² großen Friedhof sind nur noch 19 Grabsteine erhalten, die zwischen 1873 und 1924 datierbar sind.